# A1060 Sidecar

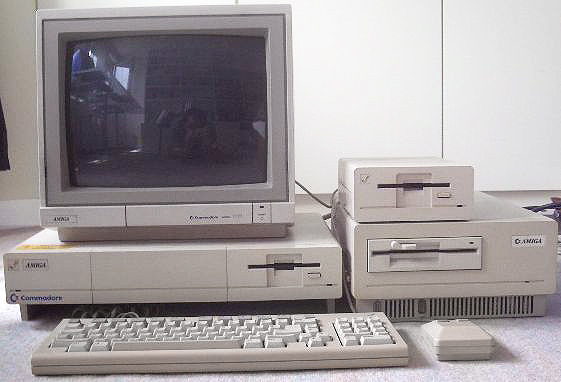
Ein Amiga 1000 mit externem Diskettenlaufwerk und Sidecar

Das A1060 Sidecar (von engl. sidecar = Seitenwagen oder Beiwagen) bzw. das XT Bridgeboard war ein eigenständiger PC (auf Basis des Intel 8088), der an der rechten Seite des Amiga 1000 angeschlossen wurde. Der IO-Bereich des 8088 wurde mittels shared Memory in den Adressraum des Amiga-Hostsystems eingeblendet. Zwischen Amiga und Sidecar war ein Datenaustausch möglich.
Durch das Sidecar war es möglich, an nur einem Monitor, einer Tastatur, einer Maus und einem Drucker an zwei verschiedenen Rechnern gleichzeitig zu arbeiten. So wurden MS-DOS-Anwendungen in einem Fenster des Amiga-Betriebssystems ausgeführt und konnten die Peripherie des Amiga mitbenutzen. Mit dem Sidecar bestand auch erstmals die Möglichkeit, den Amiga 1000 durch Einbau einer Filecard mit einer Festplatte zu versehen, die für beide Teile des Gespanns nutzbar war.
Das Sidecar war in der Braunschweiger Entwicklungsabteilung von Commodore entstanden, weil man dort dank der Commodore-PC-Reihe Erfahrung mit der PC-Architektur hatte.
Bedingt durch die hohen Systemkosten sowohl des Amiga 1000, der bereits nach kurzer Zeit durch kostengünstigere (Amiga 500) und besser erweiterbare (A2000) Varianten abgelöst wurde, als auch des Sidecars selbst, welches genau genommen ein Commodore PC-10 ohne Grafikkarte und Tastatur war (es verfügte sogar über ein eigenes Netzteil), war dem Sidecar ein relativ kurzes Leben beschieden.
Die Nachfolger des Sidecars stellten die verschiedenen Bridgeboards dar, die ebenfalls einen kompletten PC darstellten, dies aber auf einer Steckkarte in einem Zorro-Steckplatz eines A2000, A3000 oder A4000. Es gab sie von Commodore mit 8088- (A2088), 80286- (A2286) und 80386SX- (A2386SX) Prozessor. Das XT-Bridgeboard wird im (deutschen) Handbuch und auf der Platine selbst als „PC-Emulator“ bezeichnet, in der Fachliteratur wurde auch von MS-DOS-Emulator gesprochen.
Später gab es auch für andere Amiga-Modelle, wie den Amiga 500 oder Amiga 500 plus, von Fremdanbietern eigene PC-Emulator-Karten (z. B. das KCS Power PC Board). In der Folgezeit wurden Software-Emulatoren beliebter, wie z. B. PCTask oder PCx, da die gesteigerte Leistung der 68060- bzw. powerUP-basierten Amigas hierfür ausreichte.

## Technische Daten
Sidecar
- Erscheinungsjahr: 1986
- RAM: 256 KByte, später 512 KByte
- CPU: Intel 8088, 4,77 MHz
- Neupreis: ca. 1500 DM
- Besonderheiten: batteriegepufferte Echtzeituhr, kompletter IBM XT, läuft parallel zum Amiga
- PC-Ausgaben laufen über den Amiga-Bildschirm und am Amiga angeschlossenen Drucker.
- PC-Eingabe läuft über Amiga-Tastatur und Maus.

A2088 (XT) Bridgeboard
- RAM: 512 KByte, konnte mit Erweiterungskarten auf 640 kB ausgebaut werden
- Sockel für mathem. Coprozessor 8087
- der 8088 kann durch einen NEC V20 ausgetauscht werden
- Besonderheiten: läuft parallel zum Amiga, muss aber über das Kommando binddrivers gestartet werden, Verwendung von MFM- und RLL-Festplatten mit entsprechendem Controller möglich, auf diesen Festplatten kann eine Amigapartition (jh0:) eingerichtet werden, von dieser kann der Amiga jedoch nicht booten.
- Text- und Grafikausgabe als Task über den Amiga-Bildschirm oder über eine PC-Grafikkarte ISA an einen externen Monitor
- Eingabe über Amiga-Tastatur und Maus
- ISA-Slots auf der Hauptplatine des Amiga 2000: 2 verfügbare 8-Bit-ISA-Slots (können durch Einlöten von 16-Bit-Slots in diese umgewandelt werden), 1 verfügbarer 16-Bit-ISA-Slot, den 2. 16-Bit-Slot belegt das Bridgeboard selbst
- Anschluss für ein externes Amiga-Floppylaufwerk auf der Rückseite, dieses 880-KB-Amiga-Laufwerk wird dann als 720-KB-PC-Laufwerk genutzt
- Anschluss für 360-KB-Diskettenlaufwerk intern
- Anschluss für Lautsprecher (Jumper J2, intern)
- Die parallele Schnittstelle eines Amiga kann als LPT1 genutzt werden.

Im Lieferumfang vorhanden waren folgende Disketten:
Software für den Amiga
- spezielle Workbench-Diskette für Version 1.2
- PC Install für Workbench 1.3
- AmigaJanus für Workbench 2.1

Software für den PC
- MS-DOS 3.2 (zwei 5 1⁄4-Disketten) für XT-Bridgeboard
- MS-DOS 3.3 (drei 5 1⁄4-Disketten) für alle Bridgeboard-Versionen

Diese Disketten enthalten im Gegensatz zu anderen MS-DOS-Versionen spezielle Software, die den Datenaustausch, die Verwendung der Amiga-Maus und die Abfrage der Amiga-Systemzeit ermöglichen.
A2286 (AT) Bridgeboard
- Bridgeboard mit CPU Intel 80286

A2386X (AT) Bridgeboard
- Bridgeboard mit CPU Intel 80386SX

## Unterstützte Betriebssysteme
Neben MS-DOS war es mit dem A2386SX dank seiner 80386SX CPU möglich, Windows für Workgroups 3.11 zu betreiben. Hierzu musste das Bridgeboard ausreichend viel RAM enthalten und eine eigene ISA-Grafikkarte verwendet werden, die die VGA-Darstellung beherrschte, die ein Amiga 2000 nicht darstellen konnte.